# Bucha (Schwarzach)
Bucha ist ein Gemeindeteil von Schwarzach im niederbayerischen Landkreis Straubing-Bogen.
Die Einöde mit einem Wohngebäude (Stand 2017) liegt auf 489 m ü. NHN am Südhang des 635 m hohen Lindbergs an der Verbindungsstraße zwischen den Schwarzacher Gemeindeteilen Allersdorf und Thal.

## Geschichte
Bei der Volkszählung 1987 wurde der Ort als Einöde mit einer Wohnung in einem Wohngebäude und fünf Einwohnern erfasst.